# Gesetz zur Neugliederung von Gemeinden des Landkreises Moers
Das Gesetz zur Neugliederung von Gemeinden des Landkreises Moers wurde am 24. Juni 1969 verkündet und gliederte einige Gemeinden im Landkreis (später Kreis) Moers neu.
Durch das Niederrhein-Gesetz wurde später der Kreis Moers und der größte Teil der Gemeinden in den neuen Kreis Wesel eingegliedert. Lediglich Rheurdt ging an den Kreis Kleve.

## Kurzbeschreibung
| I. Abschnitt  | Gebietsänderungen im Bereich der Gemeinden                                                               |
| § 1           | Eingliederung von Birten, Marienbaum und Wardt in die Stadt Xanten                                       |
| § 2           | Zusammenschluss von Alpen, Menzelen und Veen zur neuen Gemeinde Alpen, Auflösung des Amtes Alpen-Veen    |
| § 3           | Zusammenschluss von Hamb, Labbeck und Sonsbeck zur neuen Gemeinde Sonsbeck, Auflösung des Amtes Sonsbeck |
| § 4           | Zusammenschluss von Rheurdt und Schaephuysen zur neuen Gemeinde Rheurdt, Auflösung des Amtes Rheurdt     |
| II. Abschnitt | Schlussbestimmungen                                                                                      |
| § 5           | Bestätigung der Gemeindezusammenschlüsse                                                                 |
| § 6           | Auflösung des Xantener Stadtrats                                                                         |
| § 7           | Zuordnung zu den Amtsgerichten                                                                           |
| § 8           | Inkrafttreten am 1. Juli 1969                                                                            |